# Литовский лит
Лит (лит. litas, мн. ч. litai, р. п. мн. ч. litų) — денежная единица Литовской Республики с 1922 по 1941 и с 1993 по 2014 год. Состоял из 100 центов (лит. сentas, мн. ч. сentai, р. п. мн. ч. centų).
Международный код в системе ISO 4217 — LTL.
1 января 2015 года Литва вошла в еврозону, национальную литовскую валюту лит заменил евро по курсу 3,4528 лита за 1 евро.

## История
После Первой мировой войны в независимой Литовской Республике в обращении находились платёжные средства других государств (например, германский восточный рубль).
В связи с отсутствием собственного законного эмиссионного банка, по соглашению с германской Восточной кредитной кассой (Darlehnskasse Ost), официальным платёжным средством в Литве стали остмарки, названные ауксинас (лит. auksinas, — золотой или злотый в польской традиции). В середине 1922 года из-за гиперинфляции марки в Литве нарушилось нормальное функционирование торговли, финансов и кредитов. Сейм Литвы в срочном порядке принял закон о введении лита и учреждении Банка Литвы.
Временные банкноты с датой эмиссии 10 сентября 1922 года были выпущены 25 сентября. Лит был введён в обращение 1 октября, но фактически — 2 октября 1922 года. Золотое содержание лита установлено в 0,1504602 г чистого золота, что соответствовало 1/10 золотого содержания доллара США. Обмен ауксинов на литы осуществлялся по курсу, который еженедельно устанавливался министром финансов с учётом соотношения марки и доллара. Первоначальное соотношение было 175 : 1. По нему были пересчитаны железнодорожные и почтовые тарифы, налоги, облигации, вклады в сберегательные кассы и т. п. Банкноты печатались в Англии, Чехословакии и Германии. Монеты выпуска 1925 года также чеканились за границей. Монеты 1936 и 1938 годов чеканились в Каунасе. Довоенное литовского законодательство устанавливало, что не менее трети эмиссии покрывалось запасом драгметалла, остальное — ликвидными ценными бумагами.
После присоединения Литвы к СССР (1940) с 25 марта 1941 года лит был заменён советским рублём.
После восстановления независимости в качестве платёжного средства с 5 августа 1991 года использовались временные деньги «общие талоны» (т. н. «вагнорки», по фамилии премьер-министра Литвы того времени Гедиминаса Вагнорюса). C 1 октября 1992 года они были объявлены единственным законным платёжным средством.
Лит выпущен в обращение 25 июня 1993 года. Временные талоны менялись в соотношении 100 : 1. Временные талоны находились в обороте до 20 июля 1993 года.
С 1 января 2015 года законным платёжным средством в Литве является евро, обмен литов производится в соотношении: 1 евро = 3,4528 лита. Период параллельного обращения лита и евро — с 1 по 15 января 2015 года. Литы обменивались на евро: почтовыми отделениями и всеми банками — до 1 марта 2015 года, всеми банками — до 30 марта 2015 года, некоторыми банками — до 30 декабря 2015 года. После этой даты литы обмениваются только Банком Литвы, срок окончания обмена не установлен.

## Первый лит

### Монеты
| Изображение | Номинал   | Год  | Материал | Диаметр (мм) | Масса (г) | Гурт                                         | Тираж      |
| ----------- | --------- | ---- | -------- | ------------ | --------- | -------------------------------------------- | ---------- |
|             | 1 цент    | 1925 | бронза   | 15,5         | 1,6       | гладкий                                      | 5 000 000  |
|             | 1 цент    | 1936 | бронза   | 15,5         | 1,0       | гладкий                                      | 9 955 000  |
|             | 2 цента   | 1936 | бронза   | 18           | 2,3       | гладкий                                      | 4 951 107  |
|             | 5 центов  | 1925 | бронза   | 19           | 2,1       | гладкий                                      | 12 000 000 |
|             | 5 центов  | 1936 | бронза   | 20           | 3,0       | гладкий                                      | 4 800 000  |
|             | 10 центов | 1925 | бронза   | 20           | 3,0       | гладкий                                      | 12 000 000 |
|             | 20 центов | 1925 | бронза   | 23           | 4,0       | гладкий                                      | 8 000 000  |
|             | 50 центов | 1925 | бронза   | 25           | 5,0       | гладкий                                      | 5 000 000  |
|             | 1 лит     | 1925 | Ag-500   | 19,0         | 2,7       | рубчатый                                     | 5 985 000  |
|             | 2 лита    | 1925 | Ag-500   | 23,0         | 5,4       | рубчатый                                     | 3 000 000  |
|             | 5 литов   | 1925 | Ag-500   | 29,4         | 13,5      | рубчатый                                     | 1 000 000  |
|             | 5 литов   | 1936 | Ag-750   | 27,1         | 9,0       | гладкий с надписью TAVO GEROVĖ TAUTOS GEROVĖ | 2 750 000  |
|             | 10 литов  | 1936 | Ag-750   | 32,2         | 18,0      | гладкий с надписью TAUTOS JĖGA VIENYBĖJE     | 876 000    |
|             | 10 литов  | 1938 | Ag-750   | 32,2         | 18,0      | гладкий с надписью TAUTOS JĖGA VIENYBĖJE     | 180 000    |

### Банкноты
| Серия 10 сентября 1922 года | Серия 10 сентября 1922 года | Серия 10 сентября 1922 года | Серия 10 сентября 1922 года | Серия 10 сентября 1922 года | Серия 10 сентября 1922 года                                                                                              | Серия 10 сентября 1922 года                                                                                                 | Серия 10 сентября 1922 года     | Серия 10 сентября 1922 года |
| Изображение                 | Изображение                 | Номинал                     | Размеры (мм)                | Основной цвет               | Описание | Описание | Описание                        | Дата выхода                 |
| Лицевая сторона             | Оборотная сторона           | Номинал                     | Размеры (мм)                | Основной цвет               | Лицевая сторона | Оборотная сторона | Водяной знак                    | Дата выхода                 |
| --------------------------- | --------------------------- | --------------------------- | --------------------------- | --------------------------- | --- | --- | ------------------------------- | --------------------------- |
|                             |                             | 1 цент                      | 80×52                       | синий                       | номинал | номинал и герб Литвы | отсутствует                     | 10 сентября 1922            |
|                             |                             | 5 центов                    | 80×52                       | зелёный                     | номинал | номинал и герб Литвы | отсутствует                     | 10 сентября 1922            |
|                             |                             | 20 центов                   | 80×52                       | коричневый                  | номинал | номинал и герб Литвы | отсутствует                     | 10 сентября 1922            |
|                             |                             | 50 центов                   | 80×52                       | фиолетовый                  | номинал | номинал и герб Литвы | отсутствует                     | 10 сентября 1922            |
|                             |                             | 1 лит                       | 120×65                      | зелёный                     | номинал | номинал и герб Литвы | петли                           | 10 сентября 1922            |
|                             |                             | 5 литов                     | 120×65                      | коричневый                  | номинал | номинал и герб Литвы | литеры GS                       | 10 сентября 1922            |
| Серия 16 ноября 1922 года   |                             |                             |                             |                             | | |                                 |                             |
|                             |                             | 1 цент                      | 90×55                       | зелёный                     | номинал и герб Литвы | номинал | отсутствует                     | 16 ноября 1922              |
|                             |                             | 2 цента                     | 90×55                       | бежевый                     | номинал и герб Литвы | номинал | отсутствует                     | 16 ноября 1922              |
|                             |                             | 5 центов                    | 90×55                       | голубой                     | номинал и герб Литвы | номинал | отсутствует                     | 16 ноября 1922              |
|                             |                             | 10 центов                   | 90×55                       | красный                     | номинал и герб Литвы | номинал | отсутствует                     | 16 ноября 1922              |
|                             |                             | 20 центов                   | 100×60                      | коричневый                  | номинал и герб Литвы | номинал | отсутствует                     | 16 ноября 1922              |
|                             |                             | 50 центов                   | 100×60                      | фиолетовый                  | номинал и герб Литвы | номинал | отсутствует                     | 16 ноября 1922              |
|                             |                             | 1 лит                       | 110×65                      | красный                     | номинал и герб Литвы | номинал | овалы                           | 16 ноября 1922              |
|                             |                             | 2 лита                      | 110×65                      | фиолетовый                  | номинал и герб Литвы | столбы Гядимина | овалы                           | 16 ноября 1922              |
|                             |                             | 5 литов                     | 120×70                      | зелёный                     | фермер | женщина на прялке | овалы                           | 16 ноября 1922              |
|                             |                             | 10 литов                    | 120×70                      | фиолетовый, коричневый      | номинал и герб Литвы | женские портреты | овалы                           | 16 ноября 1922              |
|                             |                             | 50 литов                    | 150×78                      | коричневый                  | портрет великого князя Гедимина                                                                                          | Кафедральный собор Св. Станислава в Вильнюсе                                                                                | овалы                           | 16 ноября 1922              |
|                             |                             | 100 литов                   | 170×87                      | зелёный, синий              | портрет великого князя Витовта                                                                                           | женские портреты | овалы                           | 16 ноября 1922              |
| Серия 1924 года             |                             |                             |                             |                             | | |                                 |                             |
|                             |                             | 500 литов                   | 198×92                      | зелёный, оранжевый          | номинал | гербы городов Клайпеды, Вильнюса, Каунаса                                                                                   | столбы Гядимина                 | 1924                        |
|                             |                             | 1000 литов                  | 220×108                     | зелёный, синий              | номинал и герб Литвы | молодые люди в национальных костюмах                                                                                        | портрет великого князя Витовта  | 1924                        |
| Серия 1927—1928 годов       |                             |                             |                             |                             | | |                                 |                             |
|                             |                             | 10 литов                    | 130×75                      | зелёный                     | номинал и герб Литвы | полевые работы | отсутствует                     | 1927                        |
|                             |                             | 50 литов                    | 145×80                      | синий, фиолетовый           | портрет Йонаса Басанавичюса                                                                                              | портрет великого князя Гедимина                                                                                             | портрет великого князя Гедимина | 1928                        |
|                             |                             | 100 литов                   | 155×85                      | женщина с рогом изобилия    | здание Банка Литвы в Каунасе                                                                                             | портрет великого князя Кейстута                                                                                             | портрет великого князя Кейстута | 1928                        |
| Серия 1929—1930 годов       |                             |                             |                             |                             | | |                                 |                             |
|                             |                             | 5 литов                     | 120×70                      | коричневый                  | портрет Витовта | сцена Грюнвальдской битвы                                                                                                   | отсутствует                     | 1929                        |
|                             |                             | 20 литов                    | 140×75                      | зелёный, коричневый         | портрет Витовта, костёл Витовта Великого в Каунасе, наконечник копья с крестом, изображавшиеся на монетах времён Витовта | статуя Свободы в Каунасе, грузовое судно                                                                                    | отсутствует                     | 1930                        |
| Серия 1938 года             |                             |                             |                             |                             | | |                                 |                             |
|                             |                             | 10 литов                    | 130×75                      | зелёный, оранжевый          | портрет президента А. Сметоны и Декларация Независимости                                                                 | групповой портрет членов Литовского Совета, подписавших Декларацию Независимости, гербы городов Клайпеды, Вильнюса, Каунаса | отсутствует                     | 16 февраля 1938             |

## Второй лит

### Монеты 1991 года
| Изображение | Номинал   | Материал | Диаметр (мм) | Толщина (мм) | Масса (г) | Гурт     |
| ----------- | --------- | -------- | ------------ | ------------ | --------- | -------- |
|             | 1 цент    | алюминий | 18,75        | 1,30         | 0,83      | гладкий  |
|             | 2 цента   | алюминий | 21,75        | 1,30         | 1,12      | гладкий  |
|             | 5 центов  | алюминий | 24,40        | 1,35         | 1,40      | гладкий  |
|             | 10 центов | Cu+Zn+Sn | 16,0         | 1            | 1,40      | гладкий  |
|             | 20 центов | Cu+Zn+Sn | 17,50        | 1,2          | 2,10      | гладкий  |
|             | 50 центов | Cu+Zn+Sn | 21,00        | 1,2          | 3,03      | гладкий  |
|             | 1 лит     | Cu+Ni    | 16,75        | 1,5          | 2,35      | рубчатый |
|             | 2 лита    | Cu+Ni    | 20,5         | 1,35         | 3,46      | рубчатый |
|             | 5 литов   | Cu+Ni    | 23           | 1,5          | 4,36      | рубчатый |

### Монеты 1997—2014 годов
Банк Литвы выпускал официальные наборы монет в 1991, 2000, 2003 и 2008—2014 годах. В состав наборов 1991, 2000 и 2003 годов вошли только монеты соответствующих лет выпуска, в состав наборов 2008, 2009 и 2014 годов также были включены монеты в 1, 2 и 5 центов 1991 года, в наборах 2010—2014 годов содержались памятные жетоны.
| Изображение                                                                              | Номинал   | Материал                      | Диаметр (мм) | Толщина (мм) | Масса (г) | Гурт                                          | Годы выпуска                                                          |
| ---------------------------------------------------------------------------------------- | --------- | ----------------------------- | ------------ | ------------ | --------- | --------------------------------------------- | --------------------------------------------------------------------- |
|                                                                                          | 10 центов | Cu+Zn+Ni                      | 17,00        | 1,70         | 2,60      | рубчатый                                      | 1997 1998 1999 2000 2003 2006 2007 2008 2009 2010 2011 2012 2013 2014 |
|                                                                                          | 20 центов | Cu+Zn+Ni                      | 20,50        | 2,10         | 4,80      | рубчатый                                      | 1997 1998 1999 2000 2003 2007 2008 2009 2010 2011 2012 2013 2014      |
|                                                                                          | 50 центов | Cu+Zn+Ni                      | 23,00        | 2,10         | 6,00      | рубчатый                                      | 1997 1998 1999 2000 2003 2008 2009 2010 2011 2012 2013 2014           |
|                                                                                          | 1 лит     | Cu+Ni                         | 22,30        | 2,20         | 6,25      | рубчатый                                      | 1998 1999 2000 2001 2002 2003 2008 2009 2010 2011 2012 2013 2014      |
|                                                                                          | 2 лита    | кольцо: Cu+Al+Ni центр: Cu+Ni | 25,00        | 2,20         | 7,50      | прерывисто- рубчатый                          | 1998 1999 2000 2001 2002 2003 2008 2009 2010 2011 2012 2013 2014      |
|                                                                                          | 5 литов   | кольцо: Cu+Ni центр: Cu+Al+Ni | 27,50        | 2,35         | 10,10     | гладкий с надписью «PENKI LITAI» (пять литов) | 1998 1999 2000 2003 2008 2009 2010 2011 2012 2013 2014                |
| Примечание: жирным выделены годы, когда данные монеты выходили только в составе наборов. |           |                               |              |              |           |                                               |                                                                       |

### Памятные монеты
Первая юбилейная монета Литвы была выпущена в 1938 году в честь 20-летия независимости государства. В настоящее время Банк Литвы выпускает памятные и юбилейные монеты из драгоценных (золото — номиналами 1, 10, 50, 100, 500 литов, серебро — номиналами 5, 10, 50, 100 литов и биметаллические номиналом 200 литов) и недрагоценных (мельхиор — номиналами 1 и 10 литов, биметаллические номиналом 2 лита и из северного золота номиналом 25 литов) металлов. Первыми после восстановления независимости Литвы были выпущены монеты, посвящённые 60-летию трансатлантического перелёта Дарюса и Гиренаса и визиту папы римского Иоанна Павла II в Литву. Все монеты чеканились на Литовском монетном дворе.
Всего за время существования лита было выпущено 111 разновидностей монет, в том числе 15 — из мельхиора, 2 — из северного золота, 12 — биметаллических (мельхиор + латунь), 69 — из серебра 925 пробы, 12 — из золота 999 пробы и 1 — биметаллическая (золото + серебро).

### Банкноты
| Серия 1991—2003 года | Серия 1991—2003 года | Серия 1991—2003 года | Серия 1991—2003 года | Серия 1991—2003 года | Серия 1991—2003 года | Серия 1991—2003 года |
| Изображение          | Изображение          | Номинал              | Размеры (мм)         | Описание | Дата печати          | Дата изъятия         |
| Лицевая сторона      | Оборотная сторона    | Номинал              | Размеры (мм)         | Описание | Дата печати          | Дата изъятия         |
| -------------------- | -------------------- | -------------------- | -------------------- | --- | -------------------- | -------------------- |
|                      |                      | 1 лит                | 135×65               | Лицевая сторона: портрет литовской писательницы Юлии Жемайте (1845—1921) Оборотная сторона: деревянный костёл Святого Иосафата в Палуше Водяной знак: герб «Погоня» | 1994                 | 1 марта 2007         |
|                      |                      | 2 лита               | 135×65               | Лицевая сторона: портрет литовского писателя-просветителя Мотеюса Валанчюса (1801—1875) Оборотная сторона: вид на Тракайский замок Водяной знак: герб Литвы | 1993                 | 1 марта 2007         |
|                      |                      | 5 литов              | 135×65               | Лицевая сторона: портрет «отца» литовского литературного языка Йонаса Яблонскиса (1860—1930) Оборотная сторона: скульптура «Литовская школа» Пятраса Римши Водяной знак: герб Литвы                                                                                                  | 1993                 | 1 марта 2007         |
|                      |                      | 10 литов             | 135×65               | Лицевая сторона: портреты литовских лётчиков Стяпонаса Дарюса (1896—1933) и Стасиса Гиренаса (1893—1933) Оборотная сторона: самолёт «Lituanica», летящий над Атлантическим океаном Водяной знак: герб Литвы                                                                          | 1991                 | 1 января 1996        |
|                      |                      | 10 литов             | 135×65               | Лицевая сторона: портреты литовских лётчиков Стяпонаса Дарюса (1896—1933) и Стасиса Гиренаса (1893—1933) Оборотная сторона: самолёт «Lituanica», летящий над Атлантическим океаном Водяной знак: герб Литвы                                                                          | 1993                 | 1 марта 2007         |
|                      |                      | 10 литов             | 135×65               | Лицевая сторона: портреты литовских лётчиков Стяпонаса Дарюса (1896—1933) и Стасиса Гиренаса (1893—1933) Оборотная сторона: самолёт «Lituanica», летящий над Атлантическим океаном Водяной знак: герб Литвы                                                                          | 1997                 | 1 июня 2012          |
|                      |                      | 10 литов             | 135×65               | Лицевая сторона: портреты литовских лётчиков Стяпонаса Дарюса (1896—1933) и Стасиса Гиренаса (1893—1933) Оборотная сторона: самолёт «Lituanica», летящий над Атлантическим океаном Водяной знак: герб Литвы                                                                          | 2001                 | 15 января 2015       |
|                      |                      | 10 литов             | 135×65               | Лицевая сторона: портреты литовских лётчиков Стяпонаса Дарюса (1896—1933) и Стасиса Гиренаса (1893—1933) Оборотная сторона: самолёт «Lituanica», летящий над Атлантическим океаном Водяной знак: герб Литвы                                                                          | 2007                 | 15 января 2015       |
|                      |                      | 20 литов             | 135×65               | Лицевая сторона: портрет литовского поэта и драматурга Майрониса (Йонаса Мачюлиса) (1862—1932) Оборотная сторона: военный музей им. Витаутаса Великого и статуя Свободы в Каунасе Водяной знак: герб Литвы (на банкнотах 1993 года) / портрет Майрониса (на последующих)             | 1991                 | 1 июня 1994          |
|                      |                      | 20 литов             | 135×65               | Лицевая сторона: портрет литовского поэта и драматурга Майрониса (Йонаса Мачюлиса) (1862—1932) Оборотная сторона: военный музей им. Витаутаса Великого и статуя Свободы в Каунасе Водяной знак: герб Литвы (на банкнотах 1993 года) / портрет Майрониса (на последующих)             | 1993                 | 1 марта 2007         |
|                      |                      | 20 литов             | 135×65               | Лицевая сторона: портрет литовского поэта и драматурга Майрониса (Йонаса Мачюлиса) (1862—1932) Оборотная сторона: военный музей им. Витаутаса Великого и статуя Свободы в Каунасе Водяной знак: герб Литвы (на банкнотах 1993 года) / портрет Майрониса (на последующих)             | 1997                 | 1 июня 2012          |
|                      |                      | 20 литов             | 135×65               | Лицевая сторона: портрет литовского поэта и драматурга Майрониса (Йонаса Мачюлиса) (1862—1932) Оборотная сторона: военный музей им. Витаутаса Великого и статуя Свободы в Каунасе Водяной знак: герб Литвы (на банкнотах 1993 года) / портрет Майрониса (на последующих)             | 2001                 | 15 января 2015       |
|                      |                      | 20 литов             | 135×65               | Лицевая сторона: портрет литовского поэта и драматурга Майрониса (Йонаса Мачюлиса) (1862—1932) Оборотная сторона: военный музей им. Витаутаса Великого и статуя Свободы в Каунасе Водяной знак: герб Литвы (на банкнотах 1993 года) / портрет Майрониса (на последующих)             | 2007                 | 15 января 2015       |
|                      |                      | 50 литов             | 135×65               | Лицевая сторона: портрет отца литовского национального возрождения Йонаса Басанавичюса (1851—1927) Оборотная сторона: вид на кафедральный собор Святого Станислава и колокольню в Вильнюсе Водяной знак: герб Литвы (на банкнотах 1993 года) / портрет Басанавичюса (на последующих) | 1991                 | 1 января 1996        |
|                      |                      | 50 литов             | 135×65               | Лицевая сторона: портрет отца литовского национального возрождения Йонаса Басанавичюса (1851—1927) Оборотная сторона: вид на кафедральный собор Святого Станислава и колокольню в Вильнюсе Водяной знак: герб Литвы (на банкнотах 1993 года) / портрет Басанавичюса (на последующих) | 1993                 | 1 марта 2007         |
|                      |                      | 50 литов             | 135×65               | Лицевая сторона: портрет отца литовского национального возрождения Йонаса Басанавичюса (1851—1927) Оборотная сторона: вид на кафедральный собор Святого Станислава и колокольню в Вильнюсе Водяной знак: герб Литвы (на банкнотах 1993 года) / портрет Басанавичюса (на последующих) | 1998                 | 15 января 2015       |
|                      |                      | 50 литов             | 135×65               | Лицевая сторона: портрет отца литовского национального возрождения Йонаса Басанавичюса (1851—1927) Оборотная сторона: вид на кафедральный собор Святого Станислава и колокольню в Вильнюсе Водяной знак: герб Литвы (на банкнотах 1993 года) / портрет Басанавичюса (на последующих) | 2003                 | 15 января 2015       |
|                      |                      | 100 литов            | 135×65               | Лицевая сторона: портрет литовского историка Симонаса Даукантаса (1793—1864) Оборотная сторона: вид на Вильнюсский университет с костёлом Святых Иоаннов и колокольней Водяной знак: герб Литвы (на банкнотах 1993 года) / портрет Даукантаса (на последующих)                       | 1991                 | 1 июля 2001          |
|                      |                      | 100 литов            | 135×65               | Лицевая сторона: портрет литовского историка Симонаса Даукантаса (1793—1864) Оборотная сторона: вид на Вильнюсский университет с костёлом Святых Иоаннов и колокольней Водяной знак: герб Литвы (на банкнотах 1993 года) / портрет Даукантаса (на последующих)                       | 2000                 | 15 января 2015       |
|                      |                      | 100 литов            | 135×65               | Лицевая сторона: портрет литовского историка Симонаса Даукантаса (1793—1864) Оборотная сторона: вид на Вильнюсский университет с костёлом Святых Иоаннов и колокольней Водяной знак: герб Литвы (на банкнотах 1993 года) / портрет Даукантаса (на последующих)                       | 2007                 | 15 января 2015       |
|                      |                      | 200 литов            | 135×65               | Лицевая сторона: портрет литовского драматурга Видунаса (Вильгельмаса Сторостаса) (1868—1953) Оборотная сторона: Клайпедский маяк Водяной знак: портрет Видунаса | 1997                 | 15 января 2015       |
|                      |                      | 500 литов            | 147×70               | Лицевая сторона: портрет литовского литератора Винцаса Кудирки (1858—1899) Оборотная сторона: Литовский Колокол Свободы и вид на долину реки Водяной знак: портрет Кудирки | 2000                 | 15 января 2015       |

## Интересные факты
- В 1991 году были выпущены первые после восстановления независимости Литвы банкноты. При этом купюра номиналом в 50 литов была выпущена с ошибкой — на ней изображён вильнюсский Кафедральный собор, на коньке которого, по центру, стоит статуя Св. Елены. На банкноте 1991 года Св. Елена держит крест в левой руке, в действительности же она держит крест в правой руке.
- На банкноте 10 литов выпуска 1993 года заметно изменены контуры Северной Америки и Европы.[4]
- Банкноты номиналом в 1000 литов были напечатаны в 1991 году, но не выпущены в обращение.[5]

## Режим валютного курса
С 1 апреля 1994 до 31 января 2002 года лит был привязан к доллару в соотношении 4:1, с 1 февраля 2002 — к евро в установившемся к тому периоду соотношении 3,4528:1, которое оставалось неизменным до введения в Литве общеевропейской валюты. Для реализации этой задачи с 28 июня 2004 года был лит включён в Европейский механизм валютных курсов. Официально курс включённой в этот механизм валюты не может отклоняться от фиксированного более, чем на 15 %; с момента привязки к евро фактическое отклонение курса лита от заданного составило 0 %.